# 郝敬
郝敬（1558年—1639年），字仲輿，號楚望，又號書痴，湖廣京山縣（今湖北京山市）人，明朝政治人物，同進士出身。

## 生平
早年有神童之譽，個性浮躁，曾殺人繫獄，後獲釋出獄，開始折節讀書。萬曆十六年戊子科湖廣鄉試舉人，十七年（1589年）联捷己丑科三甲一百三十一名進士，禮部觀政，十月授任浙江縉雲知縣，十九年九月調繁永嘉縣知縣，皆有能聲。二十三年徵授禮科給事中，乞假歸養。二十六年補戶科，多有所論奏。因事牽連，二十七年謫宜興縣丞，二十八年升江陰縣知縣，三十二年調簡。辭官歸里，閉門著述。崇禎十二年（1639年）卒。。與李鍵友好。

## 著作
著有《周易正解》二十卷、《九经注解》、《史记琐琐》等。

## 家族
曾祖郝文暘。祖父郝玥。父郝承健，舉人、肅寧知縣。